# Crosne
Crosne är en kommun i departementet Essonne i regionen Île-de-France i norra Frankrike. Kommunen ligger i kantonen Yerres som tillhör arrondissementet Évry. År 2022 hade Crosne 9 606 invånare.

## Befolkningsutveckling
Antalet invånare i kommunen Crosne
| Referens: INSEE |